# Polismyndigheten
Polismyndigheten är en svensk statlig förvaltningsmyndighet och den största myndigheten i Sverige till arbetskraft. Myndigheten är en av två som ansvarar för polisväsendet i Sverige, den andra är Säkerhetspolisen. Polismyndigheten är en enrådighetsmyndighet, och leds av en rikspolischef som inför regeringen ensam bär ansvaret för myndighetens verksamhet. Rikspolischefen utses av regeringen. 
Polismyndigheten bildades den 1 januari 2015 genom en sammanslagning av de tidigare 21 lokala polismyndigheterna, Rikspolisstyrelsen och Statens kriminaltekniska laboratorium (SKL)[källa behövs]. Den verksamhet som SKL ansvarade för utförs nu av avdelningen Nationellt forensiskt centrum (NFC).
Myndigheten är från 1 oktober 2022 beredskapsmyndighet och sektorsansvarig myndighet för beredskapssektorn ordning och säkerhet.

## Historik
Under senare delen av första decenniet på 2000-talet kritiserades den svenska polisen för en efter hand lägre brottsuppklaringsgrad och effektivitetsproblem som ansågs ha samband med bristande samarbete mellan de enskilda länsvis organiserade polismyndigheterna. Bland annat pekades på det misslyckade spaningsarbetet vid Englamordet 2008.
På initiativ av justitieminister Beatrice Ask lades 2012 en proposition om inrättande av en sammanhållen nationell polismyndighet (samt en självständig Säkerhetspolismyndighet), vilken antogs av en enig riksdag hösten 2012. Regeringen tillsatte därefter i november 2012 den så kallade Genomförandekommittén för den nya Polismyndigheten under ledning av den särskilde utredaren Thomas Rolén med uppgift att utforma den nya myndighetens organisation och tillsätta dess chefstjänstemän, med undantag av generaldirektören.

## Polislagen och regeringens direktiv
Polislagen anger att Polismyndigheten ska ha:
- en nationell operativ avdelning som leder och samordnar viss polisverksamhet
- en avdelning för särskilda utredningar som ansvarar för handläggningen av ärenden om brott av polisanställda, åklagare och domare
- ett nationellt forensiskt centrum som har ett nationellt ansvar för polismyndighetens forensiska verksamhet
- ett nationellt insynsråd

Regeringen har bestämt att Polismyndigheten ska ha:
- polisregioner
- regionpolisråd
- en utlandsstyrka för tjänstgöring utomlands i fredsfrämjande verksamhet (ingår i Nationella operativa avdelningen)
- en nationell funktion för internationellt polissamarbete (ingår i Nationella operativa avdelningen)
- en finansunderrättelseenhet (ingår i Nationella operativa avdelningen)
- personsäkerhetsenheter (ingår i Nationella operativa avdelningen)
- en nationell insatsstyrka (ingår i Nationella operativa avdelningen)
- ett etiskt råd
- en personalansvarsnämnd
- en funktion för samordning av nationella insynsrådet och regionpolisrådens arbete
- en nämnd för beredning av anställningsärenden, som ger råd om vem som ska förordnas bl.a. som chef för en region eller avdelning
- en internrevision
- en säkerhetsskyddschef

## Organisation
Polismyndigheten är organiserad i sju polisregioner, åtta nationella avdelningar samt rikspolischefens kansli. I myndigheten ingår även Polismuseet och Avdelning för särskilda utredningar, tidigare kallad Interna utredningar. Polisregionerna har helhetsansvar för polisverksamheten inom ett angivet geografiskt område. Ansvaret omfattar bland annat utredningsverksamhet, brottsförebyggande verksamhet och service. Regionen leds av en regionpolischef. Den Nationella operativa avdelningen (NOA) ansvarar för viss central verksamhet samt processansvar inom en rad områden.
De åtta nationella avdelningarna i Polismyndigheten är:
- Nationella operativa avdelningen (NOA), motsvaras i tidigare organisation av Rikskriminalpolisen
- Nationellt forensiskt centrum (NFC), motsvaras i tidigare organisation av Statens kriminaltekniska laboratorium
- säkerhetsavdelningen
- it-avdelningen
- rättsavdelningen
- ekonomiavdelningen
- HR-avdelningen
- kommunikationsavdelningen.

## Rikspolischef
Rikspolischefen är myndighetschef för Polismyndigheten och utses av regeringen. Rikspolischefen var från 1964 till utgången av 2014 myndighetschef för Rikspolisstyrelsen.